# Antoni Sołłohub
Antoni Dowojna Sołłohub herbu Prawdzic (ur. 18 lipca 1717 w Kterach, zm. 6 września 1759 roku) – generał artylerii litewskiej w 1746 roku, pułkownik Jego Królewskiej Mości.
Poseł na sejm 1748 roku z województwa smoleńskiego. Poseł na sejm nadzwyczajny 1750 roku z powiatu orszańskiego. Poseł koronny na sejm 1752 roku z województwa inflanckiego. Poseł na sejm 1754 roku z powiatu wiłkomierskiego.